# Sutonocrea
Sutonocrea is een geslacht van vlinders van de familie spinneruilen (Erebidae), uit de onderfamilie Arctiinae.

## Soorten
- S. devitta Rothschild, 1935
- S. duplicata Gaede, 1928
- S. fassli Dognin, 1910
- S. hoffmanni Schaus, 1933
- S. lobifer Herrich-Schäffer, 1855
- S. novata Dognin, 1924
- S. reducta Walker, 1856